# Golem (obwód Tirana)
Golem – jednostka administracyjna i miejscowość wypoczynkowa w zachodniej Albanii, w obwodzie Tirana i gminie Kavaja.
Do czerwca 2015 r. była samodzielną gminą typu wiejskiego (alb. Komuna Golem), jednak w wyniku reformy administracyjnej - zmniejszającej liczbę tych jednostek w Albanii z 373 do 61 - została połączona z czterema innymi byłymi gminami: Kavaja, Helmës, Luz i Vogël oraz Synej, tworząc nową gminę Kavaja. W 2011 r. dawna gmina Golem liczyła 6994 mieszkańców.
Jednostka administracyjna Golem (alb. Njësia Administrative Golem) obejmuje następujące wsie: Agonas, Golem, Golemas, Kanaparaj, Karpen, Karpen i Ri, Kryemedhenj, Qeret, Seferaj, Tilaj oraz Zik-Xhafaj, a w 2015 r. zamieszkiwało ją 12 667 osób.
Miejscowość Golem zlokalizowana jest nad Morzem Adriatyckim (Zatoką Durrës), pomiędzy Durrës (13 km) i Kavają (9 km). Góruje nad nią Skała Kavajska (alb. Shkëmbi i Kavajës) o wysokości 105 m n.p.m. 40 km od Golem zlokalizowany jest międzynarodowy port lotniczy Tirana im. Matki Teresy, obsługujący połączenia m.in. z kilkoma polskimi lotniskami.

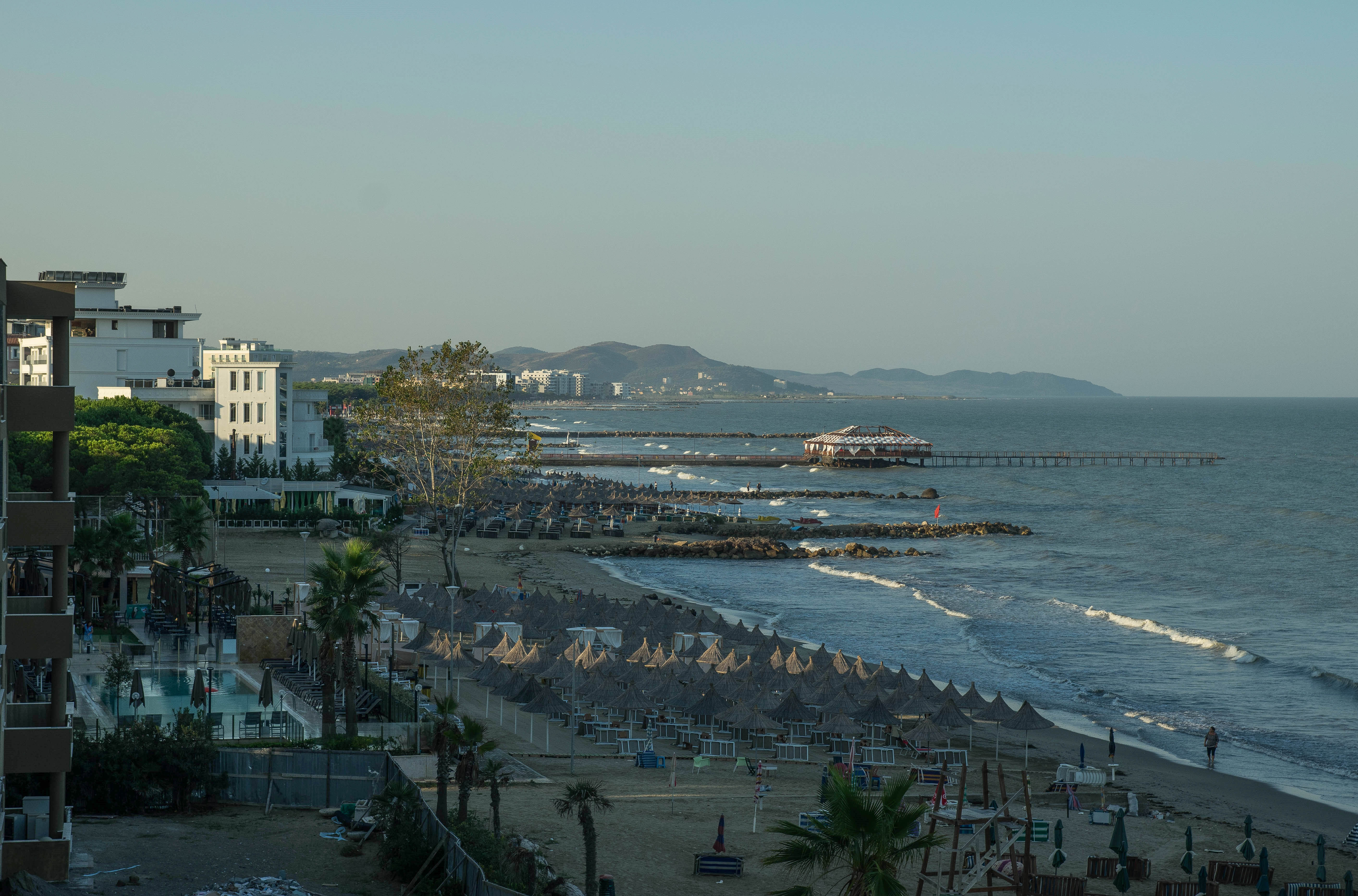
Golem nad Adriatykiem

## Historia
W roku 48 p.n.e. na terenach zajmowanych współcześnie przez Golem miała miejsce I bitwa pod Dyrrachium (prawdopodobnie w okolicach Skały Kavajskiej). Tutejsza osada była zamieszkana już w I w. n.e., a przebiegała przez nią starożytna droga rzymska Via Egnatia. Na wzgórzu Mali i Robit znaleziono obiekty kultury Koman z VII w. W latach 30. XX wieku w Golem otwarto albańsko-amerykańską szkołę rolniczą, a po II wojnie światowej – szkołę dla traktorzystów. W 1947 r. oddano do użytku stację kolejową na budowanej linii Durrës – Peqin (pierwszej w Albanii). Do czasu upadku komunizmu była to wieś typowo rolnicza. Od końca lat 90. XX wieku doświadcza szybkiej rozbudowy, związanej z rozwojem turystyki. Stanowi popularny kurort turystyczny, uznawany za wypoczynkową dzielnicę Durrës. Część mieszkalną wsi Golem (zlokalizowaną nieco w głębi lądu) od przybrzeżnej części turystycznej rozdziela dwujezdniowa droga krajowa SH4 (na tym odcinku stanowiąca formalnie autostradę). W XXI w. najwięcej hoteli wybudowano w ciągnącym się wzdłuż wybrzeża sosnopiniowym lesie, w którym funkcjonuje również kemping Mali i Robit. Miejscowa, piaszczysta plaża podzielona jest na trzy odcinki o nazwach: Golem, Mali i Robit oraz Qeret. Na południe od Golem (pomiędzy wsiami Qeret i Karpen) został zachowany fragment pierwotnego nadmorskiego krajobrazu. W 2016 r. oddano do użytku nowy meczet w klasycznym stylu osmańskim, sfinansowany z pomocą Kuwejtu.